# Gyrinus aeratus
Gyrinus aeratus är en skalbaggsart som beskrevs av Stephens. Gyrinus aeratus ingår i släktet Gyrinus och familjen virvelbaggar. Arten är reproducerande i Sverige. Inga underarter finns listade i Catalogue of Life.

## Bildgalleri

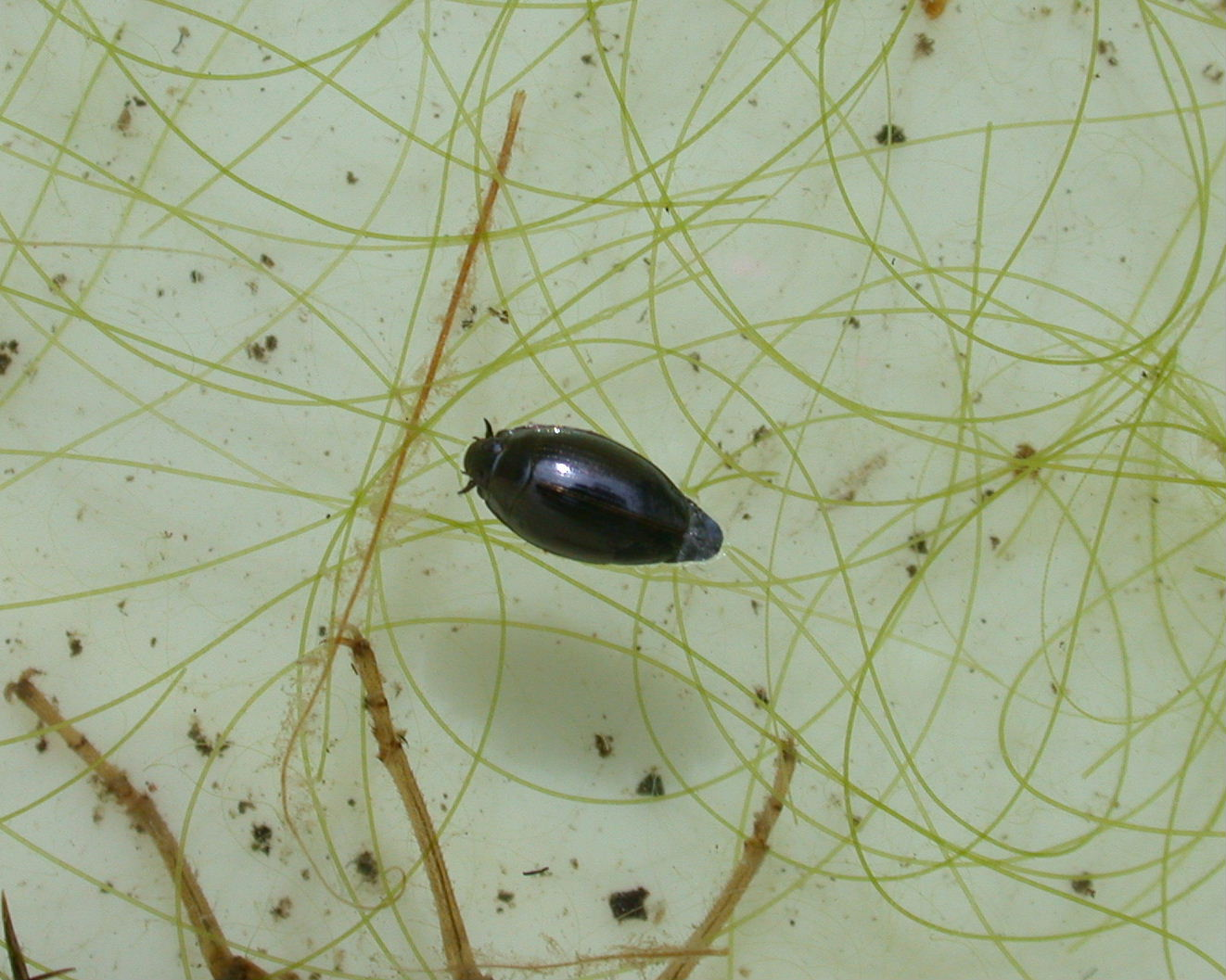
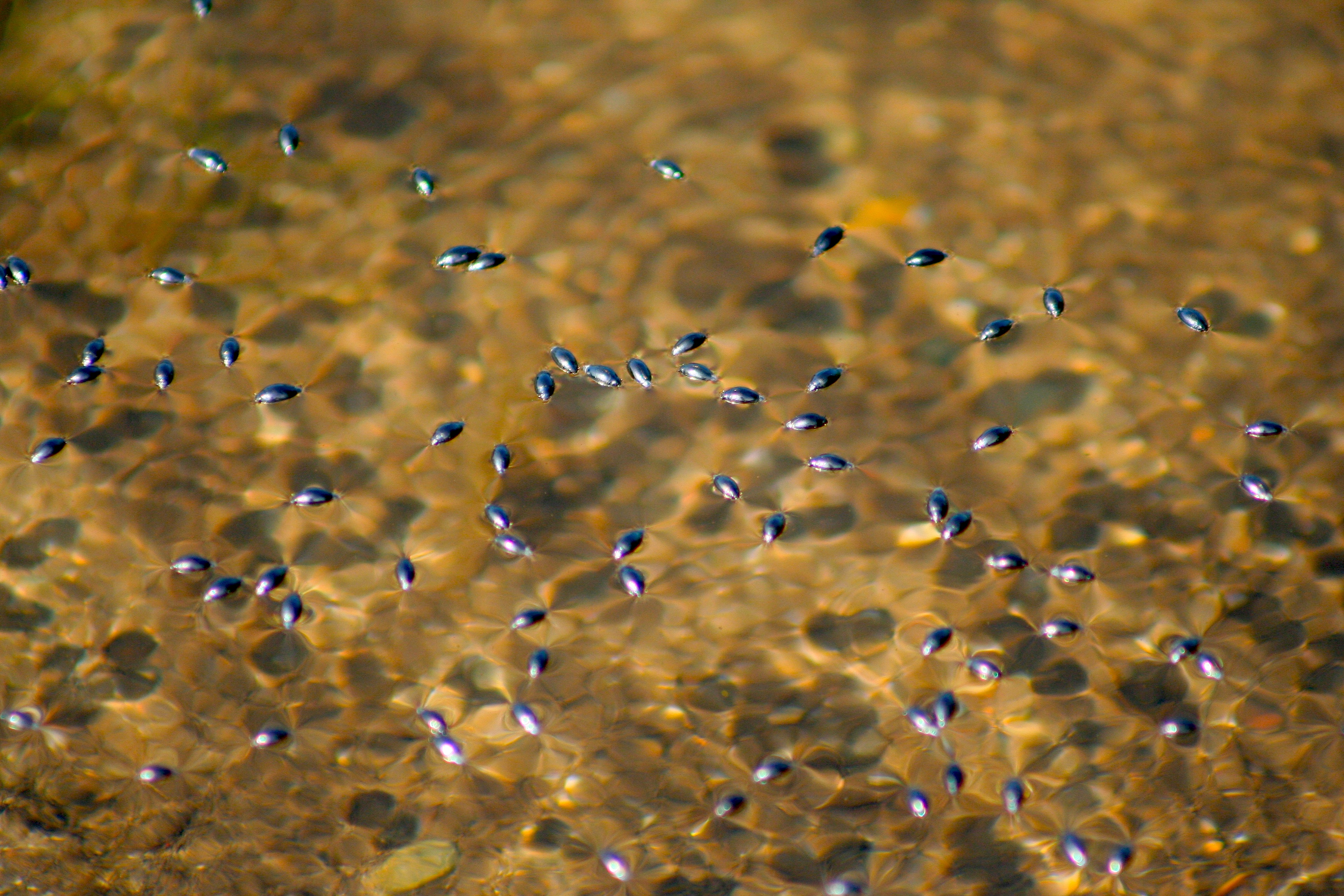
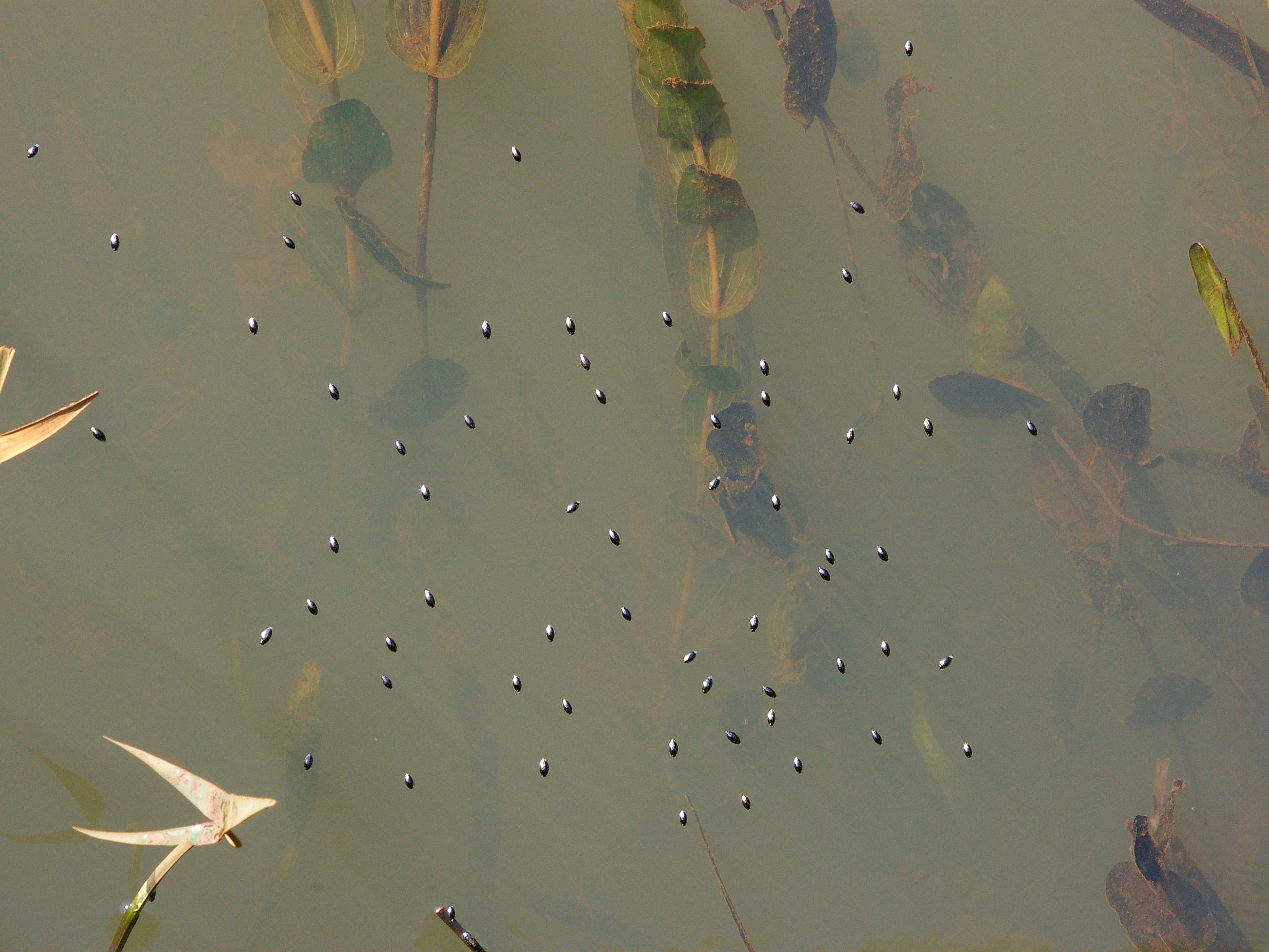
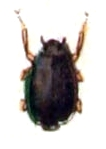